# Последен изход
„Последен изход“ (на английски: Final Destination) е американски хорър филм. Сценарист е Джефри Редик, режисьор – Джеймс Уонг.

## Сюжет
Филмът представя убийствата на млада група тийнейджъри – Алекс (Девън Сауа), Клеър (Али Лартър), Картър (Кер Смит) и др.